# MMJ (アイドルグループ)
MMJ（エム・エム・ジェイ）は、2010年（平成22年）より広島市を中心として活動するローカルアイドルグループ。2017年3月26日にHIROSHIMA CLUB QUATTRO（広島クラブクアトロ）でラストライブを行い、同年3月をもって活動休止。

## 概要
2010年5月のひろしまフラワーフェスティバルに向けて、2010年2月にアクターズスクール広島や広島アクターズアカデミーに所属していた経験を持つ仲間と、その友人・知人ら16人（大学生9人・社会人7人（当時））で自主的に結成された。結成当初は「MMJ48」という名称で活動していた。「MMJ」とは広島銘菓「もみじ饅頭」をもじったもの。フラワーフェスティバルにて「萌え上がれひろしま♡制服祭り!」と題してAKB48のダンスコピーを披露した後、一部で話題になり、広島市内のイベントなどに招待され、活動を継続することになった。
2010年7月に、広島を中心に活動するミュージシャンくらはしけんじのラジオ番組に出演したことがきっかけとなり、くらはしによるプロデュースが決定。2010年12月11日に、くらはしの作詞・作曲による楽曲を含むマキシシングル「恋愛アジェンダ」でCDデビューを果たした。
活動は広島を中心に岡山、島根、山口といった日帰り可能な近県に留まっており、全国展開やメジャーデビューなどは計画していない。芸能事務所にも所属していない。スタッフはすべてボランティアである。また、メンバーの本業を優先し、MMJの活動と両立させる方針を採っていることが特徴的である。そのため、本業の都合や個人的な事情によって休演するメンバーがいるので、イベントごとに出演メンバー数もメンバー構成も異なり、16人全員が揃って出演することはまれである。このような事情により、イベントごとにメンバーの立ち位置、フォーメーションは毎回再構成し、それを踏まえた練習を行っている。
また、オリジナル曲の振り付けはメンバーが自分たちで行い、2011年5月のひろしまフラワーフェスティバルからはメンバーたちがオリジナルデザインした衣装を使用するなど、独特の手作り感も特徴となっている。
また、青年海外協力隊の48周年にあたって広島地域限定のイメージキャラクターとして採用されたり、ひろしま菓子博2013のテーマソングのダンスを踊ることでPR活動に参加したり、JICAの「なんとかしなきゃ！プロジェクト」の著名人メンバーに選ばれたり、JICAを通じてカンボジアでの学校建設を支援するなど、地域性を活かした社会貢献活動にも積極的である。
初舞台の2010ひろしまフラワーフェスティバル以来、2015年時点で6年連続でフラワーフェスティバルに出演しており、2011年、2013年、2014年および2015年はフラワーゲストに選出されている。
2013年8月には、NHK連続テレビ小説「あまちゃん」のキャンペーン「全国『あまちゃん』マップ」にて「リアルGMT」として広島県代表に選出された。
さらに、続いて2014年4月からのNHKキャンペーン「恋する地元キャンペーン」においても引き続き広島県代表に選出された。
メンバーとの活動方針をめぐる考えの違いにより、2014年6月以後くらはしがプロデューサーから降り、メンバー自身がセルフプロデュースする運営方式に転換することになった。
2017年3月をもって活動休止(事実上の解散)することが発表された。
およそ7年間の活動の間、メンバーの脱退や卒業、新規加入などの異動が一度もなく、結成時と同じオリジナルメンバー構成のままで活動の終わりを迎えるという稀有な例である。

## メンバー
メンバーはすべて35歳以上の女性で、職業を持つ社会人である。
（五十音順）
| 氏名       | 読み             | 愛称       | ユニット （血液型） | 備考 |
| ---------- | ---------------- | ---------- | ------------------- | --- |
| 赤木咲     | あかぎ・さき     | さっちゃん | A                   | |
| 石原つぐみ | いしはら・つぐみ | つぐちゃん | B                   | 広島アクターズアカデミー出身 |
| 石田美紗子 | いしだ・みさこ   | みたこ     | O                   | アクターズスクール広島出身（2期） |
| 泉田夏美   | いずみだ・なつみ | なっち     | A                   | ローカルタレント泉田文佳の妹 2014年4月以後、活動休止 |
| 大下純佳   | おおした・あやか | あやか     | A                   | |
| 大谷真美菜 | おおたに・まみな | まみな     | O                   | |
| 小野香織   | おの・かおり     | きゃお     | O                   | 2017年よりローカルタレントおのかおり名義で活動 |
| 迫田優     | さこだ・ゆい     | ゆいちゃん | O                   | 広島アクターズアカデミー出身 最年長（38歳） |
| 鍋倉五月   | なべくら・さつき | さつつ     | B                   | |
| 西本衣里   | にしもと・えり   | えーたん   | A                   | リーダー 広島アクターズアカデミー出身 |
| 林奈緒     | はやし・なお     | なお       | A                   | |
| 原田愛李   | はらだ・えり     | ジャスミン | AB                  | |
| 渕上里奈   | ふちがみ・りな   | りな       | A                   | サブリーダー アクターズスクール広島出身（7期） ソロ歌手（シンガーソングライター） 2019年12月15日の広島LIVE VANQUISHにて活動休止前のラストライブとなるワンマンライブ「通知表」を行い、同年12月30日をもって無期限活動休止。 |
| 宮脇静香   | みやわき・しずか | しいちゃん | A                   | SUETI presents ミスコンテスト2009ファイナリスト 最年少（35歳） RCCラブ・グリーンプロジェクト エコナビゲーター RCC ETOWN-SPORTSレポーター 2017年4月より有楽町ベンチーズメンバーとして活動 FLASH×マシェバラPresents写真集争奪オーディション 2位 2017年11月末に芸能界引退発表し2018年1月から一般人になった。 宮脇静香 (@shizukaaa8) - Instagramは継続して更新している。 2018年7月21日、発起人・さいねい龍二が銀座TAUの前で行った平成30年7月広島県豪雨災害義援金の街頭募金に参加。2019年9月、結婚。 |
| 山下弓乃   | やました・ゆの   | ゆに       | B                   | 2012年7月15日以後、活動休止中 |
| 山本恵里香 | やまもと・えりか | えりか     | A                   | |

## ディスコグラフィー

### シングル
|                           | リリース日                | 曲名                      | 販売形態                  | レコードNo:               | 備考                                  |                           |
| ORANGE BEAT MUSICレーベル | ORANGE BEAT MUSICレーベル | ORANGE BEAT MUSICレーベル | ORANGE BEAT MUSICレーベル | ORANGE BEAT MUSICレーベル | ORANGE BEAT MUSICレーベル             | ORANGE BEAT MUSICレーベル |
| ------------------------- | ------------------------- | ------------------------- | ------------------------- | ------------------------- | ------------------------------------- | ------------------------- |
| 1                         | 2010年12月11日            | 恋愛アジェンダ            | CD マキシシングル         | ORB-04                    |                                       |                           |
| Maple Recordsレーベル     |                           |                           |                           |                           |                                       |                           |
| 2                         | 2015年8月18日             | ここから / Lalalalullaby  | CD マキシシングル         | MIR-M001                  | ひろしまMAPLE★Sとの共同名義（コラボ） |                           |
| ミントジャムスレーベル    |                           |                           |                           |                           |                                       |                           |
| 3                         | 2017年2月5日              | SURVIVE                   | CD マキシシングル         | HMJ-M001                  |                                       |                           |

### アルバム
|                                  | リリース日                | タイトル                  | 販売形態                  | レコードNo:               |
| ORANGE BEAT MUSICレーベル        | ORANGE BEAT MUSICレーベル | ORANGE BEAT MUSICレーベル | ORANGE BEAT MUSICレーベル | ORANGE BEAT MUSICレーベル |
| -------------------------------- | ------------------------- | ------------------------- | ------------------------- | ------------------------- |
| 1                                | 2011年12月21日            | Girl-Girl                 | CD ミニアルバム           | ORB-05                    |
| 2                                | 2013年10月27日            | いそがしい日々            | CD ミニアルバム           | ORB-08                    |
| CROSS ROAD Entertainmentレーベル |                           |                           |                           |                           |
| 3                                | 2014年12月1日             | スタート！                | CD ミニアルバム           | CRE-M001                  |

## 出演

### ラジオ
- くらはしけんじのブチ抜き！小僧ROCK（2010年7月16日、2010年9月 - 2011年1月、2011年12月9日、2012年2月10日、FMちゅーピー） - 2010年9月から2011年1月までレギュラーゲスト
- 廿日市情報マーケット らららラジオ（2010年12月8日、エフエムはつかいち）
- 桜井弘規のおいくら萬円？（2011年1月23日、2011年12月11日、2013年10月27日、RCCラジオ）
- ぶち☆なま（2011年1月28日、2011年10月21日、2012年3月9日、NHK-FM放送）
- MMJのHMR（2011年3月 - 2011年12月、エフエムはつかいち） - レギュラー
- HIROSHIMA MUSIC VILLAGE（2011年4月 -、RCCラジオ） - 渕上里奈がアシスタントとして出演
- 勝手にトークひろしま!（2011年5月2日、RCCラジオ）
- ラ・ラ・みゅ～（2012年1月8日、1月15日、RCCラジオ）
- ぐるっとわいど♪はつかいちっく（2012年4月 - 9月（水・木）、エフエムはつかいち） - 赤木咲がメインパーソナリティとして出演
- STEREOLIGHTSのラジオジャック（2012年11月29日、FMちゅーピー）
- J-CAFÉ Ocean Breeze（2013年4月27日、2014年4月5日、2014年12月6日、FMちゅーピー）
- 新里カオリのうららか日曜日（2013年12月22日、RCCラジオ）- 赤木咲が出演
- 金曜夕方 どぉ〜かいの（2014年3月7日、2014年3月14日、NHK広島放送局ラジオ第1）
- ひろしまお宝ステーション（2014年12月11日、エフエムはつかいち）

### テレビ
- お好みワイドひろしま（2010年11月24日、NHK（広島放送局））
- NHKニュースおはよう日本（2010年12月6日、NHK（全国））
- TSSスーパーニュース（2010年12月13日、2011年11月10日、2011年12月9日、テレビ新広島）
- スッキリ!!（2010年12月27日、日本テレビ系列（全国））
- 旬感★テレビ派ッ!（2011年1月7日、日本テレビ系列（中四国地方））
- ランキンLand!（2011年1月28日、2014年11月14日、RCCテレビ）
- アォーン!（2011年1月28日、2011年8月26日、RCCテレビ）
- ぶち☆なまTV featuring "LOVE"!!（2011年2月4日、NHK（広島放送局））
- エンジョイマリーナ（2011年4月29日、広島テレビ放送）
- 瀬戸内釣り物語（2011年5月3日、2011年11月20日、2012年11月23日、RCCテレビ、不定期番組） - レギュラー
- HOME Jステーション（2011年8月15日、2011年12月14日、2012年9月20日、広島ホームテレビ）
- 雑学バラエティ なるほど!オナマエ堂2（2011年9月11日、テレビ西日本（FNS系列全国ネット））
- あさイチ（2012年1月19日、NHK全国ネット）
- ひとくふう発見伝 元就。東広島外伝（2012年9月23日、RCCテレビ）
- ラブ・グリーンスタイル（2012年12月-、RCCテレビ）- 宮脇静香が出演
- 西日本横断生放送スペシャル どうにもとまらない2013（2013年1月1日、RCCテレビ）
- COUNT DOWN TV「全国ご当地アイドル特集」（2013年8月18日、TBS系列全国ネット）
- 目指せ新定番！中☆四国お土産ナビ ～その地域ならではの極上の味　大集合！～（2013年9月23日、テレビ新広島ほか（FNS系列複数局ネット））
- 全国「あまちゃん」マップ あなたの町おこしキャンペーン（2013年10月9日、10月14日、NHK全国ネット）
- beポンキッキーズ（2013年10月14日-10月18日、BSフジ）
- にっぽん再発見「瀬戸内物語」私のとっておきの1枚大賞決定（2013年11月23日、NHK BSプレミアム）
- 国民総参加クイズSHOW! QB47（2013年12月5日、NHK全国ネット）- スタジオ解答者広島県代表として赤木咲が出演
- てっぺん（2013年12月21日（宮脇静香が出演）、2016年4月1日 - 2017年3月24日（レギュラー）、広島テレビ）
- NHK恋する地元キャンペーン～広島編～（2014年4月19日、4月22日、4月23日、NHK、NHK-BS）
- ミラクルマジカル宣伝部（2014年6月28日、RCCテレビ）
- 音楽の日 前夜祭 ～広島音楽村TV～（2014年8月2日、RCCテレビ）
- 恋する地元キャンペーン　ご当地アイドル地元自慢ランキング（2014年8月30日、NHK全国ネット）- スタジオ出演
- 恋とか愛とか（仮）（2017年2月16日・2月23日・3月2日・3月9日、広島ホームテレビ） - 宮脇静香がEpisode22｢振り回される女｣サキ役で出演

### ライブ・イベント
- 第34回ひろしまフラワーフェスティバル すみれステージ（2010年5月5日、平和大通り（広島市中区））
- クラブイベント（2010年6月26日）
- 第17回牛田ほおずき祭り（2010年7月17日、広島市東区牛田町）
- 2010 広島みなと夢花火大会（2010年7月24日、広島港1万トンバース（広島市南区））
- クラブイベント「FLOOR ROCK vol.1」（2010年8月7日）
- 第13回猿猴川河童まつり（2010年9月12日、猿猴川河川敷（広島市南区））
- クラブイベント（2010年9月12日）
- ボートパーク広島 マリンフェスタ2010（2010年10月2日、ボートパーク広島（広島市中区））
- クラブイベント「KING meet SECOND HOUSE」（2010年10月16日、CLUB CHINATOWN（広島市中区））
- 霞祭（広島大学大学祭）（2010年11月14日、広島大学霞キャンパス（広島市南区））
- 安全・安心な町づくり南区防犯ボランティアフェスティバル（2010年12月4日、宇品第一公園（広島市南区））
- 「恋愛アジェンダ」リリース記念イベント（2010年12月11日、アリスガーデン（広島市中区））
- 2010ひろしまクリスマスキャロル大合唱（2010年12月23日、基町クレドふれあい広場（広島市中区））
- パセーラバレンタインイベント「Choco-La-Eve（ショコ・ラ・イブ）」（2011年2月13日、パセーラ6Fスカイパティオ（広島市中区））
- ゆめタウン広島 おかげ様で3周年 サンクスステージ（2011年2月26日、ゆめタウン広島（広島市南区））
- MMJライブ（2011年3月21日、アリスガーデン（広島市中区））
- サクラ SAKU LIVE（2011年3月26日、カジル横川（広島市西区））
- 白島キューガーデン19周年イベント（2011年4月16日、JCAFE白島店（広島市中区））
- おおあさ春祭り わさまち（2011年4月29日、わさ～る産直館（山県郡北広島町大朝））
- 第35回ひろしまフラワーフェスティバル（2011年5月3日 - 5月5日、広島市内各所（全6ステージ）） - フラワーゲスト、2年連続
- 基町クレド・パセーラスプリングライブ（2011年5月8日、基町クレドふれあい広場（広島市中区））
- フタバ図書アルティ福山本店 インストアライブ（2011年5月14日、フタバ図書アルティ福山本店（福山市明神町））
- 福山ばら祭2011 元町アーティストステージ（2011年5月14日、ベイタウン ウエストパーク（福山市延広町））
- クラブイベント「ピストルキッス presents 魅惑のトリガー 1st shot」（2011年5月15日、CLUB BORDER（広島市中区））
- ゆかたできん祭（2011年6月4日、袋町公園（広島市中区）・中央通り（広島市中区））
- おおのあじさいまつり（2011年6月12日、ちゅーピーパーク（廿日市市大野））
- 第30回新庄夜市（2011年7月9日、学園通り（山県郡北広島町新庄））
- Summer Night Beer Hall～サマーナイトビアホール～ MMJディナーショー（2011年7月16日、ホテルニューヒロデン（広島市南区））
- 第18回牛田ほおずき祭り（2011年7月17日、広島市東区牛田町） - 2年連続
- SETSTOCK'11 パフォーマンスブース「ご当地アイドルライブ」（2011年7月23日、国営備北丘陵公園（庄原市））
- 第55回水島港まつり（2011年7月30日、岡山県倉敷市水島） - 広島県外での初のイベント
- フジグランナタリー MMJコンサート（2011年7月31日、フジグランナタリー（廿日市市阿品））
- 加茂町夏祭り サマーフェスティバル2011（2011年8月6日、福山市立加茂小学校グラウンド（福山市加茂町））
- コムズ夜祭り（2011年8月12日、コムズ安佐パーク店（広島市安佐北区安佐町））
- 第36回三原やっさ祭り（2011年8月14日、三原市）
- 2011リーガロイヤルサマーフェスティバル（2011年8月15日、リーガロイヤルホテル広島（広島市中区））
- キッズパラダイス（2011年8月20日、ホテルニューヒロデン（広島市南区））
- 第30回三菱広島フェスティバル（2011年8月27日、三菱構外グラウンド（広島市西区）） - 企業社内イベント
- クラブイベント「ピストルキッス presents 魅惑のトリガー 2nd shot」（2011年9月3日、Cave-Be（広島市中区））
- ひろコン！（2011年9月10日、新天地公園（広島市中区））
- カジル秋の音楽祭（2011年9月25日、カジル横川（広島市西区））
- INDIKET'11（2011年10月9日、アリスガーデン（広島市中区））- ゲスト出演
- 広島国際大学大学祭 第13回和深祭（2011年10月22日、広島国際大学東広島キャンパス（東広島市黒瀬学園台））
- 第5回ぶちぇぇ竹原まつり（2011年10月23日、バンブー・ジョイ・ハイランド（竹原市高崎町））
- ひろしまフードフェスティバル2011（2011年10月30日、広島城広場北堀ステージ（広島市中区））
- 霞祭（広島大学大学祭）（2011年11月13日、広島大学霞キャンパス（広島市南区）） - 2年連続
- 安浦ええとこ祭り（2011年11月20日、呉市立安浦中学校グラウンド（呉市安浦町））
- ミニアルバム「Girl-Girl」リリース先行イベント（2011年12月11日、エールエール広島駅南口地下広場（広島市南区））
- ミニアルバム「Girl-Girl」リリース記念インストアライブ（2011年12月24日、TSUTAYA東広島店（東広島市西条））
- RCC「ラジオ・チャリティー・ミュージックソン」公開生放送（2011年12月24日、ゆめタウン広島（広島市南区））
- MMJ忘年会ディナーショー（2011年12月27日、ホテルニューヒロデン（広島市南区））
- MMJスペシャルライブ（2012年2月11日、マリーナホップ（広島市西区））
- チョコっとLive!!!（2012年2月12日、エールエール広島駅南口地下広場（広島市南区））
- ひろしま菓子博2013 400日前記念 和菓子シンポジウム（2012年3月14日、広島県民文化センター（広島市中区））
- TSUTAYAフジグランナタリー店インストアライブ（2012年3月18日、フジグランナタリー（廿日市市阿品））
- 2012 CARP FESTIVAL 鯉祭り（2012年3月25日、MAZDA Zoom-Zoom スタジアム広島（広島市南区））
- とうくれフリーウォーク（2012年3月31日、東広島呉自動車道郷原インターチェンジ（呉市郷原町））
- ちゅーピーさくらライブ（2012年4月7日、ちゅーピーパーク（廿日市市大野））
- ひろしま菓子博2013 一年前イベント（2012年4月22日、ゆめタウン広島（広島市南区））
- さとやま春の夢まつり（国営備北丘陵公園グランドオープン記念イベント）（2012年4月29日、国営備北丘陵公園（庄原市））
- 第11回万徳院春を食べるかい（2012年4月30日、万徳院跡歴史公園（北広島町））
- 第36回ひろしまフラワーフェスティバル（2012年5月3日 - 5月5日、広島平和記念公園（広島市中区）周辺（全3ステージ））- 3年連続
- 消費者のひろば（2012年5月19日、シャレオ中央広場（広島市中区））
- 田原温泉ホタルウィーク（2012年6月24日、田原温泉（山県郡北広島町田原））
- スパーク夜市（2012年7月14日、スパーク御幸の杜店（広島市南区））
- Summer Night Beer Hall～サマーナイトビアホール～ MMJディナーショー（2012年7月15日、ホテルニューヒロデン（広島市南区））- 2年連続
- さいき水まつり（2012年7月28日、岩倉ファームパーク（廿日市市津田））
- 多伎キララまつり（2012年7月29日、道の駅キララ多伎（島根県出雲市多伎町多岐））
- 山口アンモナイトフェスティバル（2012年8月4日、伊佐近隣公園（山口県美祢市））
- グルメ イン ビアホール（2012年8月11日、ANAクラウンプラザホテル（広島市中区））
- 遊夏祭（2012年8月12日、庄原市立東城小学校グラウンド（庄原市東城町川東））
- 三菱夏祭り（2012年8月25日、和田沖総合グラウンド（三原市））
- 青年海外協力隊フェスタ2012（2012年9月9日、シャレオ中央広場（広島市中区））
- MMJコンサート（2012年9月29日、フジグランナタリー（廿日市市阿品））
- なくそう犯罪 呉フェスタ（2012年10月7日、呉市海事歴史科学館（大和ミュージアム）（呉市））
- ひろしま菓子博2013 200日前イベント（2012年10月7日、ゆめタウン広島（広島市南区））
- タガワ20周年謝恩展示会（2012年10月13日、西風新都リフレッシュパーク（広島市安佐南区））
- ひろしまトラックまつり（2012年10月14日、中国運輸局広島運輸支局（広島市西区））
- ひろしまフードフェスティバル2012（2012年10月27日、広島城北堀ステージ（広島市中区））
- 周南萌えサミット2012 セカンドインパクト（2012年10月28日、徳山駅前（周南市））
- 2012ガス展in呉（2012年11月3日、広島ガス呉支店（呉市））
- クラブイベント「ピストルキッス presents 魅惑のトリガー 4th shot」（2012年11月4日、club BoRDER（広島市中区））
- FAMILY CIRCUIT LIVE&FES 2012（2012年11月11日、マリーナホップ（広島市西区））
- 2012ガス展in広島（2012年11月17日、広島グリーンアリーナ（広島市中区））
- ヒューマンフェスタ2012ひろしま（2012年12月9日、基町クレドふれあい広場、シャレオ中央広場（広島市中区））
- RCC「ラジオ・チャリティー・ミュージックソン」公開生放送（2012年12月24日、ゆめタウン広島（広島市南区））- 2年連続
- MMJ2012忘年パーティー（2012年12月29日、ホテルニューヒロデン（広島市南区）） - 2年連続
- スマ博オープニングイベント（2013年1月14日、東亜祇園ニュータウン春日野 セントレ春日野特設会場（広島市安佐南区））
- ひろしま菓子博2013 PRキャラバン（2013年1月26日、エミフルMASAKI（愛媛県伊予郡松前町））
- 2013 CARP FESTIVAL 鯉祭り（2013年3月24日、MAZDA Zoom-Zoom スタジアム広島（広島市南区））- 2年連続
- マリホスペシャルライブ（2013年3月30日、マリーナホップ（広島市西区））
- Aniprism（2013年3月31日、広島県立広島産業会館（広島市南区））
- 基町クレド・パセーラゴールデンウィークライブ（2013年4月21日、基町クレドふれあい広場（広島市中区））
- ひろしま菓子博2013 集いのステージ（2013年4月21日、ひろしま菓子博2013特設会場（広島市中区））
- 第37回ひろしまフラワーフェスティバル（2013年5月4日 - 5月5日、広島平和記念公園（広島市中区）周辺（全4ステージ））- フラワーゲスト、4年連続
- ひろしま菓子博2013 PRステージ（2013年5月6日、ひろしま菓子博2013特設会場（広島市中区））
- 消費者のひろば（2013年5月25日、シャレオ中央広場（広島市中区））- 2年連続
- MOTO☆MATCH（2013年6月1日、基町クレド・パセーラ6Fスカイパティオ（広島市中区））- まなみのりさと共同主催
- イオンモール広島府中♪MUSIC SHOWCASE ～夏まで待てないガールズ祭～（2013年6月23日、イオンモール広島府中（安芸郡府中町））
- Summer Night Beer Hall～サマーナイトビアホール～ MMJディナーショー（2013年7月20日、ホテルニューヒロデン（広島市南区））- 3年連続
- とんばらふる里夏祭り（2013年7月27日、飯南町役場頓原庁舎前駐車場（島根県飯石郡飯南町））
- ひろしまロコドルライブ（2013年7月28日、パルティ・フジ坂（安芸郡坂町））
- 祇園町夏祭り（2013年8月10日、イオンモール広島祇園（広島市安佐南区））
- JICA中国「サンフレッチェ広島と『なんとかしなきゃ！』」（2013年9月21日、エディオンスタジアム広島（広島市安佐南区））
- ジャパン マリンユナイテッド呉事業所祭2013（2013年10月5日、ジャパン マリンユナイテッド呉事業所（呉市昭和町））
- GO!GO!CARニバル（2013年10月20日、中国運輸局広島運輸支局（広島市西区））
- ひろしまフードフェスティバル2013（2013年10月27日、広島城本丸ステージ（広島市中区））- 3年連続
- えひめ・松山産業まつり すごいもの博2013（2013年11月24日、城山公園やすらぎ広場（愛媛県松山市））
- RCC「ラジオ・チャリティー・ミュージックソン」公開生放送（2013年12月24日、ゆめタウン広島（広島市南区））- 3年連続
- 2013MMJ忘年パーティー（2013年12月29日、ホテルニューヒロデン（広島市南区）） - 3年連続
- 雪合戦ひろしまin高野（2014年2月2日、庄原市高野スポーツ広場（庄原市））
- 献血ルームピース オープンイベント（2014年3月18日、献血ルームピース（広島市中区））
- MOTO☆MATCH Vol.2（2014年4月19日、基町クレドふれあい広場（広島市中区））- 2回目
- 第38回ひろしまフラワーフェスティバル（2014年5月3日 - 5月5日、広島市内各所（全5ステージ））- フラワーゲスト、5年連続
- 渕上里奈ライブ2014「スイート」（2014年5月31日、広島バックビート（広島市中区））- オープニングアクトに出演
- ドリームステージ（2014年6月8日、イオンモール広島祇園（広島市安佐南区））
- 海神祭（2014年6月15日、海上保安大学校（呉市））
- 献血ルームもみじオープニングイベント（2014年7月1日、献血ルームもみじ（広島市中区））
- 2014 MMJ ランチ de 騒ぎ（2014年7月27日、ホテルニューヒロデン（広島市南区））
- 祇園町夏祭り（2014年8月10日、イオンモール広島祇園（広島市安佐南区））- 2年連続
- otto stock 2014 ～cefe otto 1st Anniversary 2Days Party～（2014年9月13日、cafe otto（広島市中区））
- たからいち 青年会議所 広島ブロック大会（2014年9月14日、東広島運動公園（東広島市））
- 広島音楽村ライブ in エコス（2014年9月21日、商工センター住宅展示場エコス（広島市西区））
- ジャパン マリンユナイテッド呉事業所祭2014（2014年10月4日、ジャパン マリンユナイテッド呉事業所（呉市昭和町））- 2年連続
- 白木の郷 秋祭り（2014年10月5日、白木の郷（広島市安佐北区））
- 2014さとやま夢まつり（2014年10月12日、国営備北丘陵公園（庄原市））
- ひろしまフードフェスティバル2014（2014年10月25日、広島城本丸ステージ（広島市中区））- 4年連続
- 森永乳業クラフトチーズワールドセレクトシリーズ『なんて日だ！チーズの日だ！』 （2014年11月15日、ゆめタウン広島（広島市南区））
- ファミリーフェスタ2014（2014年11月16日、今治造船広島工場（三原市））
- ミニアルバム「スタート！」発売記念イベント（2014年11月30日、広島駅南口地下広場（広島市南区））
- ぽぱぴぷぺぽぱ vol.6（2014年12月21日、club BoRDER（広島市中区））

### CM
- カプコン モンスターハンター4G（広島地域）（2014年12月-2015年1月）